# Standbeeld van Jai Kisan
Het standbeeld van Jai Kisan is een monument op de Kwattamarkt in Paramaribo, Suriname.
Het standbeeld werd op 5 juni 2011 onthuld door minister Soewarto Moestadja van Binnenlandse Zaken. Na hem hield Benjamin Mitrasingh van de Nationale Stichting Hindostaanse Immigratie nog een toespraak. Het initiatief kwam van de Landbouwcoöperatie Kwatta.
Het beeld herinnert aan 138 jaar Hindostaanse immigratie, sinds op 5 juni 1873 de eerste immigranten het schip Lalla Rookh verlieten om aan wal te gaan in Paramaribo. Jai Kisan staat symbool voor de Hindostaanse kleine landbouwers en rijsttelers. Het werd gemaakt door Krishnapersad Khedoe. Op de dag van de onthulling was er kritiek op de huidskleur van het beeld die te donker zou zijn.
Op deze dag werd een historische optocht georganiseerd en was er eten, muziek en dans. Er vinden sindsdien ook culturele manifestaties plaats bij het beeld op 1 mei, de Dag van de Arbeid.